# Агуэр, Эктор Рубен
Эктор Рубен Агуэр (исп. Héctor Rubén Aguer; род. 24 мая 1943, Буэнос-Айрес) — аргентинский прелат Римской католической церкви, архиепископ Ла-Платы (2000—2018).

## Биография
Родился 24 мая 1943 года в Буэнос-Айресе, Аргентина. 
После прохождения обучения и получения учёной степени он был рукоположен в священники кардиналом Хуаном Карлосом Арамбуру 25 ноября 1972 года, а спустя некоторое время он был назначен ректором Высшей семинарии Сан-Мигель.
26 февраля 1992 года он был назначен вспомогательным епископом архиепархии Буэнос-Айреса и 4 апреля 1992 года был рукоположен кардиналом Антонио Кваррасино. 12 июня 2000 года он был назначен 7-м архиепископом Ла-Платы .
24 февраля 2007 года Папа Бенедикт XVI назначил его членом Папского совета справедливости и мира. Кроме того, 17 января 2009 года он вошёл в состав Папского совета по культуре, а 8 октября 2009 года — Папской комиссии по делам Латинской Америки.
2 июня 2018 года Папа Франциск принял его отставку в связи с достижением 75-летнего возраста.